# شیلاندر سفلی
شیلاندر سفلی، روستایی از توابع بخش مرکزی شهرستان اسدآباد در استان همدان ایران است.

## جمعیت
این روستا در دهستان سید جمال‌الدین قرار دارد و، جمعیت آن ۶۴ نفر (۱۵خانوار) بوده است.